# Margarín

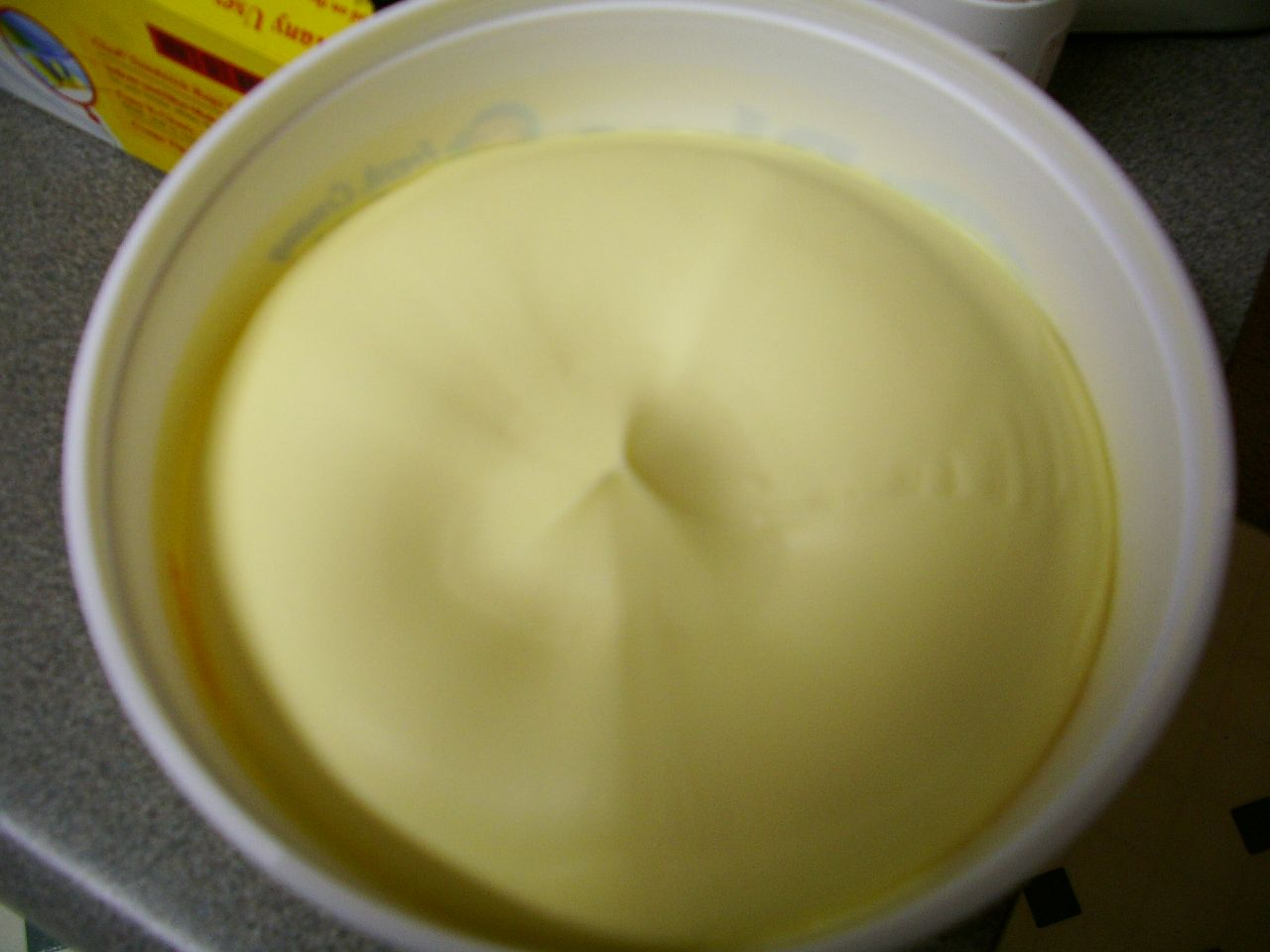
Margarín

Margarín je průmyslově vyráběná náhrada másla. Obvykle jde o emulzi vody a rostlinného oleje ochucenou tak, aby připomínala chuť másla. Oproti máslu má vyšší obsah nenasycených mastných kyselin.
Margarín může být rostlinná alternativa pro vegany, může ale také obsahovat látky živočišného původu.

## Název a původ
Slovo margarin pochází původně ze starořeckého μάργαρον margaron, varianta slova μαργαρίτης – margarités ve významu perla. Původně označoval měkkou voskovitou látku obsahující kyselinu margarovou. Tak (acide margarique) ji roku 1813 pojmenoval Michel Eugène Chevreul, který o něco později objevil i stearin, protože krystalizovala ve formě perliček. V polovině 19. století se zjistilo, že tato látka je ve skutečnosti směs kyseliny stearinové a palmitové, a název margarová se později použil na kyselinu heptadekanovou, která má podobnou molární hmotnost. S „margarínem“ jako materiálem na výrobu svíček se lze setkat ještě ve Verneově románu Tajuplný ostrov z roku 1875.
Margarín vznikl ve Francii na poptávku Napoleona III. po náhražce másla, která by byla levnější, dostupnější a dala se lépe skladovat a měla být určena především pro námořnictvo a chudší třídy obyvatelstva. Přezdívalo se mu tak máslo chudých. V soutěži uspěl lékárník Hippolyte Mège-Mouriése, který na svůj vynález (emulze z hovězího loje, mléka a vody) získal patent v roce 1869. V něm se uvádí oléomargarine, lidově margarine (francouzsky v ženském rodě) … má konzistenci másla. Výrobek však nezískal oblibu a obchodní název odkoupili nizozemští výrobci (v Nizozemí v té době neexistovalo patentové právo), jejichž dědicem je koncern Unilever.
Firma Emanuel Khuner & Sohnod roku 1897 provozovala továrnu na kokosový tuk Kunerol v Atzgersdorfu u Vídně. V češtině se tak kunerol stal hanlivým označením něčeho nekvalitního.

## Složení a vlastnosti
Margaríny, podobně jako rostlinné oleje, mají neutrální chuť, proto se k ochucení používají různá aromata. Jednou ze složek aromat je diacetyl, který jim dodává máslovou chuť. Diacetyl je opředen řadou mýtů o jeho škodlivém vlivu na zdraví. Nežádoucí účinky se mohou projevit ne při konzumaci, ale při výrobě, pokud nejsou dodrženy zásady bezpečnosti práce a obsluhující personál přichází dlouhodobě do styku s koncentrovanými těkavými látkami. Obsah diacetylu v margarínech a roztíratelných tucích se pohybuje v rozmezí 4,5-640 μg/100 g, což odpovídá koncentracím v másle a mléčných výrobcích.
O výhodách a nevýhodách margarínu oproti máslu a jiným živočišným tukům se vedou dlouhodobé odborné debaty, zatím bez jasného vítěze.[zdroj?]
Margarín bývá nazýván umělým výrobkem a máslo přírodním, přitom princip výroby všech roztíratelných tuků je obdobný. Je založen na fyzikálních procesech míchání, chlazení a mechanického zpracování. Při výrobě másla se vychází ze smetany, obsah tuku se zvyšuje tím, že v průběhu procesu odchází vedlejší produkt podmáslí. Složení margarínů odpovídá poměrům jednotlivých surovin na vstupu do výroby.
Výhodou margarínů je, oproti živočišným tukům, nižší obsah nasycených mastných kyselin, které by ve stravě neměly překračovat 10 % (zvyšují hladinu cholesterolu) z přijaté energie a vyšší obsah vícenenasycených mastných kyselin, které podporují snižování cholesterolu a mají další příznivé účinky na lidské zdraví. Výhodou je také snadná roztíratelnost při teplotách v lednici, na rozdíl od másla. Proto vznikly směsné tuky - směs másla a margarínu, které kombinují snadnou roztíratelnost s máslovější chutí, např. Zlatá Haná, AB, Rama a Creme Bonjour. Podle evropské i české legislativy se obsah mléčného tuku ve směsném pohybuje v rozmezí 10-80 %. Směsné tuky vyrábějí jak mlékárny, tak i podniky produkující rostlinné tuky, což rovněž svědčí o podobnosti výrobních technologií.
Často se zdůrazňuje, že se pro výrobu margarínů používají rafinované oleje a přídatné látky (emulgátory, stabilizátory, konzervační látky, antioxidanty, barviva, regulátory kyselosti). Rafinace přináší i některé výhody. Rafinací se oleje zbavují zbytků mechanických nečistost, buněčných tkání, bílkovin a sacharidů, vody a doprovodných látek, kterými mohou být stopy pesticidů, případně těžkých kovů nebo dalších kontaminantů pocházejících ze životního prostředí. Dále se odstraní některé barevné látky jako např. chlorofyl, které negativně ovlivňují chuť oleje. Rafinované oleje mají nižší obsah volných mastných kyselin a nižší peroxidové číslo, které charakterizuje obsah primárních produktů oxidace.
Margarín obsahující kromě pevného tuku i kapalný olej, proto na rozdíl od másla vyžaduje použití emulgátoru, aby nedocházelo k oddělování olejové a vodné fáze. Podobně se u výrobků s nižším obsahem tuku používají stabilizátory. Regulátor kyselosti brání rozvoji mikroorganismů ve výrobku. Jedná se o přírodně identické látky. Podobně přírodními nebo přírodně identickými látkami jsou barviva, nebo vitamin E.
Tuk pevného skupenství (tzv. strukturní tuk) je potřebný k dosažení požadované konzistence produktu a jeho podíl ve výrobku se mění podle hlavního účelu použití (pečení, vaření či mazání na chléb). Dříve se jako strukturní tuky používaly částečně ztužené tuky, které měly vysoký obsah transmastných kyselin s negativním vlivem na zdraví. Častým mýtem je tvrzení, že výroba margarínů je založena na ztužování. Ztužování olejů a vlastní výroba margarínů jsou zcela oddělené technologie, podobně jako ztužování tuků a výroba jiných potravin, kde se částečně ztužené tuky používají. V dnešní době byly částečně ztužené tuky v margarínech nahrazeny tuky původem z tropických oblastí, které jsou z hlediska zdraví vhodnější volbou, protože neobsahují transmastné kyseliny, které vznikaly při hydrogenaci (ztužování).

## Náhrada
Ve 30. a 40. letech 20. století Arthur Imhausen vyvinul a zavedl v Německu průmyslový proces výroby jedlých tuků oxidací syntetických parafinových vosků vyrobených z uhlí. Tyto produkty byly frakčně destilovány a jedlé tuky byly získány z frakce C9–C16, které reagovaly s glycerolem, jako je ten syntetizovaný z propylenu. Margarin z nich vyrobený byl shledán jako výživný a s příjemnou chutí, a byl začleněn do stravy, do níž přispíval až 700 kaloriemi denně. Tento proces vyžadoval nejméně 60 kilogramů uhlí na kilogram syntetického margarínu. Tento průmyslový proces byl po druhé světové válce ukončen kvůli jeho neefektivitě.